# Богуш Денис Олександрович
Денис Олександрович Бо́гуш — український політтехнолог, експерт в сфері стратегічних комунікацій, антикризових кампаній, Президент Асоціації політконсультантів України, віце-президент Української PR-Ліги, президент PR-агенції Bohush Communications, голова Ради Міжнародної асоціації «Вільна Україна». Автор системи виховання нової еліти «Сила землі» та системи самовдосконалення «Альфа-контроль».
Керівник проекту з медицини довголіття HUMAN Longevity Watch
Керівник міжнародного проекту "Козак-характерник"
Спеціаліст в сфері ПТСР, психодіагностики, НЛП, бойового стресу та змінених станів свідомості під час бойових дій.
Розробник навчальних програм для Сил спеціальних операцій ЗСУ (2018-2020), служив в структурах Управління стратегічних комунікацій Апарату Головнокомандуючого ЗСУ (2023).
Член Королівського Товариства Мистецтв, Велика Британія (Fellow of the Royal Society of Arts, Great Britain).

## Освіта
За основною освітою — лікар-невропатолог, нейрофізіолог, рефлексотерапевт.
Закінчив Київський медичний університет та Медичну академію післядипломної освіти ім. Щупика.
Навчання у Військовому інституті Київського національного університету імені Тараса Шевченка, спеціальність: «військова психологія» 2023
Закінчив Київську вищу школу паблік рілейшнз при Інституті соціології НАН України. 
Проходив навчання і стажувався у Великій Британії (Conservative Training College, Westminster, London) з політичного PR. 
Пройшов курс по психології Єльського Університету США, 2025
Пройшов ряд курсів з психотехнік і психодіагностики.

## Діяльність
Брав участь у десятках виборчих кампаній — в Росії, України, Білорусі, Польщі, Словаччині, Румунії, Молдові, Азербайджані. Один з розробників виборчих кампаній Віктора Ющенка в 2002 і 2004 роках. Працював в штабі Петра Порошенка у 2014 році.
Працює в сфері розробок стратегій розвитку регіонів, іміджів меров і територій, а також формування позитивного іміджу та брендингу країн.
Працює у сфері політичних технологій в якості стратега, головного стратега та керівника виборчих кампаній з 1998 року.
Володіє найбільшою колекцією експонатів «чорного PR», які зібрані у виставці «Чорний PR, Україна, 1994 - 20ХХ».
Автор тренінгів “Стратегія політичних кампаній”, "Ораторське мистецтво", “Атаки та загрози в політичних кампаніях”, “Як перемогти у виборчій кампанії”, “Як захистити результати виборчої кампанії”, “Стратегія і брендінг регіонів”, “Промо-кампанії громадських організацій”, “Створення іміджу жінки-політика” тощо.
Викладав курс «Практика PR та реклами» у Київському національному університеті культури.
Працював в Інституті фізіології ім. О.Богомольця НАН України, сфера інтересів: стрес, біль, біологічно активні точки, вплив електро-магнітного випромінювання на організм людини, вплив екстремальних факторів. 
Керував медіахолдінгом Крокус.TV (телеканал «Крокус», Біла Церква, 2016-2019), газета «Тиждень», новинний портал https://krokus.tv/ і соціальні медіа)
Експерт та учасник міжнародних програм GLOBSEC з ПТСР: Scars on Their Souls: «PTSD and Veterans of Ukraine 2023» та «Five Security Scenarios on Russian War in Ukraine for 2024-2025: Implications and Policy Recommendations to Western Partners».
https://www.globsec.org/what-we-do/publications/scars-their-souls-ptsd-and-veterans-ukraine
Спікер NATO StratCom COE Conference in Vilnus 2016.
https://stratcomcoe.org/publications/russian-propaganda-concerning-ukraine-during-the-syrian-campaign-an-innovative-approach-to-assess-information-activities/183
Спікер ПАРИЗЬКОГО ОБОРОННО-СТРАТЕГІЧНОГО ФОРУМУ, 2024, Париж, Франція
https://paris-defence-and-strategy-forum-2024.framer.website/
Експерт дослідження
Five Security Scenarios on Russian War in Ukraine for 2024-2025: Implications and Policy Recommendations to Western Partners
https://www.globsec.org/what-we-do/publications/five-security-scenarios-russian-war-ukraine-2024-2025

## Книги
- Денис Богуш. 10 секретів політичних кампаній. — К. : Березовська, 2017. — 168 с. — ISBN 978-617-7047-19-2.
- Денис Богуш. Каппо: японская техника реанимации в практике боевых искусств. — 1-ше. — К. : София, 1998. — 140 с. — ISBN 5-220-00163-9. (рос.) (3 видання)
- Денис Богуш. Козак-характерник, або Таємна наука діда Архипа. — К. : АртЕк, 2018. — 279 с. — ISBN 978-617-7674-41-1.
- Денис Богуш. Очерки о Су-Джок акупунктуре. — К. : Ника-Центр, 2002. — 178 с. — ISBN 966-521-144-7. (рос.)
- Денис Богуш. Корейский метод Су-Джок. - К.: Ника-Центр, 2001, 2008 - 68 с. - ISBN 978-966-521-083-2 (рос.)
- Денис Богуш. Український PR-словник. — К. : Самміт-книга, 2011. — 61 с. — ISBN 978-617-661-008-3.
- Денис Богуш. Пробудження характерників нового часу. - К.: АртЕк, 2012. - 80 с. - ISBN 978-617-7264-49-0
- Denis Bohush, Oleksandra Baglai. RUSSIAN PROPAGANDA CONCERNING UKRAINE DURING THE SYRIAN CAMPAIGN: AN INNOVATIVE APPROACH TO ASSESS INFORMATION ACTIVITIES - ISBN 978-9934-8644-1-4
- Dr. Denis Bohush. BRAIN TRAINING.Improving memory, developing consciousness,prevention of cognitive disorders. Bohush Neuro Academy ISBN 978-966-97659-0-1
- МЕТОДИЧНІ РЕКОМЕНДАЦІЇ “ДІАГНОСТИКА ТА ФОРМУВАННЯ ПСИХОЛОГІЧНОЇ СТІЙКОСТІ ТА ПСИХОЛОГІЧНОЇ ГОТОВНОСТІ ВІЙСЬКОВОСЛУЖБОВЦІВ ДО ВИКОНАННЯ БОЙОВИХ ЗАВДАНЬ”. ВІКНУ,  ГУ ППП ЗСУ. Київ, 2025 – 270 с.  ВП 1-00(261).31(68)